# Kakelende cactus
Kakelende cactus is het derde album in de stripreeks van W817. Het scenario is geschreven door Hec Leemans en het album is getekend door Luc Van Asten en Wim Swerts. De strip werd in 2003 uitgegeven door Standaard Uitgeverij.

## Het verhaal
Iedereen in wijk 8 nummer 17 gaat na de examens met vakantie naar de Verenigde Staten. Akke en Carlo kunnen echter hun reis niet betalen. Op de luchthaven stuiten ze per toeval op een man die nog 2 tickets heeft naar de Verenigde Staten doordat zijn vrouw plots ziek geworden is. Als wederdienst moeten ze echter een cactus meedoen en naar het 'International Cactus Exhibition' brengen in Las Vegas. Wanneer de anderen dit ontdekken denkt Steve onmiddellijk aan drugs in de bloempot maar dit blijkt niet het geval te zijn. Wat zal hun allemaal overkomen op hun weg naar Las Vegas?

## Hoofdpersonages
- Jasmijn De Ridder
- Akke Impens
- Zoë Zonderland
- Carlo Stadeus
- Birgit Baukens
- Tom Derijcke
- Steve Mertens

## Gastpersonages
- Gonzalez
- Pino Soprano
- Joe
- Ray